# Sergio Mancinelli
Sergio Mancinelli (Roma, 10 dicembre 1956) è un giornalista, conduttore televisivo e conduttore radiofonico italiano.

## Biografia
È conosciuto soprattutto per la conduzione con Loretta Goggi dell'edizione del Festival di Sanremo 1986.

Inoltre ha condotto per la Rai numerosi programmi televisivi musicali come Discoring, Concertone e il varietà Fate il vostro gioco insieme a Fabio Fazio.
È stato il doppiatore televisivo di Love Boat, CHiPs, Hill Street giorno e notte, FBI, Le strade di San Francisco, La casa nella prateria.
In radio dal 1978, ha condotto e collaborato alla realizzazione dei programmi Rai Long Playng,  Musica Ieri e Domani di Gianni Bisiach e con Renzo Nissim, Masters, RaiStereoDue con Clelia Bendandi, Jimy e Johnny con Federico Guglielmi  e Radiorarità.
Dal 1987 al 1989 realizza e conduce per Radio Dimensione Suono la prima Hit Paradealternativa a quella della Rai
È stato il conduttore su Radio Capital di Area protetta - Miti e leggende del rock che ha vissuto stagioni di grande notorietà grazie anche alle edizioni "in tour", presso i teatri e nelle case degli ascoltatori. Il suo allontanamento da Radio Capital dopo 8 anni, a seguito dell'avvicendamento di un nuovo direttore artistico, ha scatenato tra i suoi fedelissimi un movimento di protesta che di blog in blog ha creato in rete un fenomeno insolito nel panorama radiofonico italiano.
Negli anni 1977 e 1981 Ha scritto per le riviste musicali Nuovo Sound, Best, Ciao 2001 e Raro!.
Dal 1995 al 1999 Collabora con il giornale Rassegna Sindacale con articoli sul lavoro e sullo spettacolo
Da dicembre 2007 è entrato nella scuderia Lifegate radio dove la sua Area protetta ha ritrovato uno spazio settimanale serale. Nelle estati del 2008 e del 2009 ha ripreso la collaborazione con la Rai conducendo in diretta, per Radio Uno, il programma Impronte Sonore.
Dal gennaio 2010, sempre per Radio 1, presenta la parte musicale del programma giornalistico Baobab - L'albero delle notizie. Nel 2014 è a teatro, nella parte della Nonna Addams nel musical La famiglia Addams, al fianco di Elio (Gomez) e Geppi Cucciari (Morticia).
Dal 16 gennaio 2012 torna su Radio Capital con il programma Sentieri Notturni, in onda dal lunedì al giovedì dalle ore 22 alle ore 24.
Dal 25 settembre 2017, sempre su Radio Capital, realizza e conduce il programma dodici/79, in onda dal lunedì al giovedì dalle ore 22 alle ore 23.
Dal 14 settembre 2020, ancora su Radio Capital, realizza e conduce il programma "Into the Night", in onda dalle ore 22 alle ore 24.
Dal 2022 collabora con articoli e podcast per "laRegione" quotidiano della Svizzera.
Da settembre 2022 è in onda su "RTL 102.5 Best"sperimentando un nuovo modo di fare radio il sabato e la domenica, in diretta, dalle 9:00 alle 11:00 e da dicembre, con Francesco Ciannamea e Gloria Gallo, conduce Hello weekend su RTL 102.5
Ha presentato e condotto oltre 1000 spettacoli e serate dal vivo in teatri, discoteche, convegni e workshop in tutta Italia.

## Televisione
- Discoring (Rai 1, 1984-1987)
- Festival di Sanremo (Rai 1, 1986)

## Radio (parziale)
- RaiStereoDue
- Hit Parade Dischi Caldi
- Long Plaiyng
- Area protetta
- Sentieri Notturni
- dodici/79
- Into the night

## Teatro
- La famiglia Addams (2014)
- Fedra (Ippolito portatore di corona), di Euripide, regia di Paul Curran (2024)

## Premi
- I° Premio del concorso di Confindustria: “Comunicare Roma” - sezione migliore spot radiofonico.
- Premio Porretta "Sweet Soul Music Award 2019" per il contributo alla promozione del Soul rhythm & blues in Italia.